# Глубчице (гмина)
Глубчице (пол. Głubczyce) — городско-сельская гмина (волость) в Польше, входит как административная единица в Глубчицкий повет, Опольское воеводство. Население — 23 386 человек (на 2011 год).

## Демография
Население гмины по состоянию на 2011 год:
| Перепись            | Всего  | Мужчины | Женщины |
| ------------------- | ------ | ------- | ------- |
| Всего               | 23 386 | 11 389  | 11 997  |
| Городское население | 13 104 | 6232    | 6878    |
| Сельское население  | 10 282 | 5 157   | 5 125   |

## Сельские округа
1. Бернацице
2. Бернацице-Гурне
3. Бернатув
4. Богдановице
5. Брацишув
6. Хомёнжа
7. Хрустно
8. Церменцице
9. Дебжица
10. Добешув
11. Гадзовице
12. Глубчице-Сады
13. Голушовице
14. Гробники
15. Кетлице
16. Клисино
17. Красне-Поле
18. Крулёве
19. Кшижовице
20. Квятонюв
21. Ленарцице
22. Лисенцице
23. Львовяны
24. Мокре
25. Мокре-Колёня
26. Нова-Весь-Глубчицка
27. Нове-Голушовице
28. Нове-Сады
29. Новы-Рожнув
30. Опавица
31. Пельгжимув
32. Петровице
33. Поможовице
34. Поможовички
35. Радыня
36. Рувне
37. Славошув
38. Стара-Весь
39. Сцибожице-Мале
40. Тарнкова
41. Видок
42. Завишице
43. Зоповы
44. Зубжице

## Поселения
1. Бернатувек
2. Доброгостув
3. Глубчице-Ляс Марысенька
4. Клисинко
5. Колёня-Богдановице
6. Подлесе
7. Студзеница
8. Жабчице

## Соседние гмины
1. Гмина Баборув
2. Гмина Бранице
3. Гмина Кетш
4. Гмина Глогувек
5. Гмина Павловички